# Municipio de Merry
El municipio de Merry (en inglés: Merry Township) es un municipio ubicado en el condado de Thurston en el estado estadounidense de Nebraska. En el año 2010 tenía una población de 76 habitantes y una densidad poblacional de 0,92 personas por km².

## Geografía
El municipio de Merry se encuentra ubicado en las coordenadas 42°13′32″N 96°35′46″O / 42.22556, -96.59611. Según la Oficina del Censo de los Estados Unidos, el municipio tiene una superficie total de 82.23 km², de la cual 82,16 km² corresponden a tierra firme y (0,09 %) 0,08 km² es agua.

## Demografía
Según el censo de 2010, había 76 personas residiendo en el municipio de Merry. La densidad de población era de 0,92 hab./km². De los 76 habitantes, el municipio de Merry estaba compuesto por el 80,26 % blancos, el 18,42 % eran amerindios y el 1,32 % eran de una mezcla de razas. Del total de la población el 0 % eran hispanos o latinos de cualquier raza.